# Верхотуре
Верхотуре (на руски: Верхотурье) е град в Свердловска област, Русия. Населението на града към 1 януари 2018 година е 8612 души.

## История
За пръв път селището е упоменато, основано и получило статут на град през 1597 година.